# Débora (juíza)
Débora (em hebraico: דְּבוֹרָה‎, Dəḇōrā, "abelha"; em árabe: دبوراه‎, Dabūrā), foi uma profetisa do Deus dos israelitas, e a quarta juíza da Confederação Israelita, sendo sucedida por Gideão.
Ela, juntamente com Baraque, liderou os israelitas contra o domínio de Canaã, por volta do século XII a.C. Antes dela foram juízes em Israel Otniel, Eúde e Sangar. Ela é a única mulher citada na Bíblia a ter o status de juíza. Sua origem parece ser simples, pois no texto bíblico ela é apresentada como esposa de Lapidote e que prestava atendimento como profetisa debaixo das palmeiras.

## Biografia
Quase nada se sabe sobre Débora além do que se expressa nos textos bíblicos. Como se trata de uma liderança feminina registrada por um povo patriarcal, sua historicidade é altamente plausível. Da mesma forma, o cenário de dominação cananeu sobre as tribos montanhesas israelitas também é atestado pela arqueologia, ainda que se precise deslocar o conflito para uma data bem mais recente do que tradicionalmente se considera (do século XIII a.C. para o século XI a.C.
Após a morte de Eúde o povo de Israel tornou a pecar contra Deus e por isso Ele os entregou nas mãos de Jabim, rei de Canaã. Por vinte anos Israel esteve sob o jugo de Canaã, sendo violentamente oprimido por Sísera, capitão do exército de Jabim e que contava com uma frota de carros de ferro que o tornava invencível para Israel.
Débora vivia na região montanhosa de Efraim, entre Ramá e Betel. Ela sentava-se debaixo de uma palmeira e o povo de Israel vinha até ela a fim de que ela os ajudasse a resolver as questões que traziam. Desde sempre judeus em cristãos consideram que ela era casada com um homem chamado Lapidote, baseando-se em Juízes 4:4). Contudo, o termo Lapidote significa algo como "tochas acesas" ou "fogo aceso", sendo possível que o termo "Débora, mulher de Lapidote" possa significar que ela fosse uma "acendedora de tochas" ou uma "mulher flamejante". De qualquer forma, além de juíza ela também era profetisa, sendo assim, tinha autoridade divina para discernir e dar soluções ao que a procuravam.
Certo dia Débora mandou chamar Baraque, e lhe disse que Deus havia ordenado que ele escolhesse dez mil homens das tribos de Naftali e Zebulom para enfrentar Sísera e que a vitória já estava garantida por Ele. Apesar de confiar na palavra que recebeu, Baraque pediu para que Débora acompanhasse a ele e seu exercito no dia da batalha. Isso porque ela era juíza e profeta e sua presença com certeza seria capaz de inspirar confiança nos homens escolhidos para a guerra. 
Interpretes judeus e cristãos tem alegado que, por esse pedido, Baraque havia perdido a honra de matar Sísera e receber o renome pela vitória, como Débora teria lhe dito que tal essa honra seria dada a uma mulher. Entretanto, esta interpretação não é a única possível: as palavras de Débora podem ter sido o vaticínio do que se daria ao fim da batalha, não uma maldição. Ademais, tal hermenêutica é complicada para os cristãos, na medida em que a Epístolas aos Hebreus cita a Baraque como um Herói da Fé ao lado de Davi e Gideão
  

Ao ouvir dizer que os israelitas estavam alinhados para a guerra, Sísera convocou todo os seus carros, novecentos carros de ferro e todo o povo que estava com ele. Quando o momento da batalha chegou, houve grande confusão entre o exercito de Canaã e eles foram derrotados. Sísera fugiu a pé da batalha para a tenda de Jael, mulher de Héber, o queneu, e seu marido era aliado a Sísera pois existia um acordo de paz entre eles.

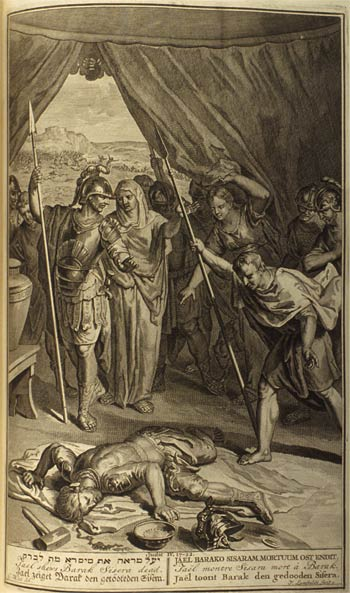
Baraque e Débora vendo o corpo morto de Sísera na tenda de Jael. Imagem da Biblioteca da Universidade de Oklahoma.

Cansado, Sísera lhe pediu água e Jael lhe deu leite, e ele adormeceu. Então Jael pegou uma estaca e a cravou na fonte de Sísera com um martelo e o matou, assim cumprindo o que Débora dissera a Baraque. O povo de Israel, fortalecido, continuou a lutar contra Canaã até que Jabim estivesse totalmente destruído.

## O Cântico de Débora
Ao final da batalha, Débora cantou um hino de gratidão ao Deus de Israel. Nele podemos perceber o quão sensível Débora era com as questões políticas e espirituais de Israel. Ela tinha consciência de que o pecado de seu povo havia feito com que Deus permitisse que eles passassem por todo aquele sofrimento. Em seu cântico ela abençoa aqueles que se dispuseram a lutar contra Sísera e seu exército e amaldiçoa as Tribos de Israel que temeram diante do inimigo. Comenta ainda sobre os sentimentos da mãe de Sísera, que espera impaciente pelo retorno do filho que nunca mais voltará. Ela termina seu hino com as seguintes palavras: "Assim, ó Senhor, pereçam todos os teus inimigos! Porém os que o amam sejam como o Sol quando sai na sua força."(Juízes 5.31).
A atual pesquisa acadêmica tem salientado as diferenças entre o texto em prosa de Juízes capítulo 4 e o texto poético do capítulo 5, que é bem mais antigo e com menor acréscimos de sacerdotes e escribas. Levando este fato em consideração, o protagonismo da personagem teria sido ainda maior, porém, mitigado com o tempo devido ao mau estar com uma liderança feminina tão pujante.